# 毕拉河林业局
毕拉河林业局是一个位于中华人民共和国内蒙古自治区呼伦贝尔市鄂倫春自治旗的类似乡级单位，亦是中国内蒙古森林工业集团所属的一个林业局。
毕拉河林业局始建于1956年6月，位于大兴安岭东南麓，施业区总面积569564公顷（含代管经营的北大河林业局北大河、阿木珠苏两个林场97917公顷），森林覆盖率65.6%。林业总人口2744人。

## 行政区划
毕拉河林业局下辖以下单位：
诺敏管护站、大二沟管护站、羊其河管护站、北大河管护站、阿木珠苏管护站。